# Herbert Elkuch

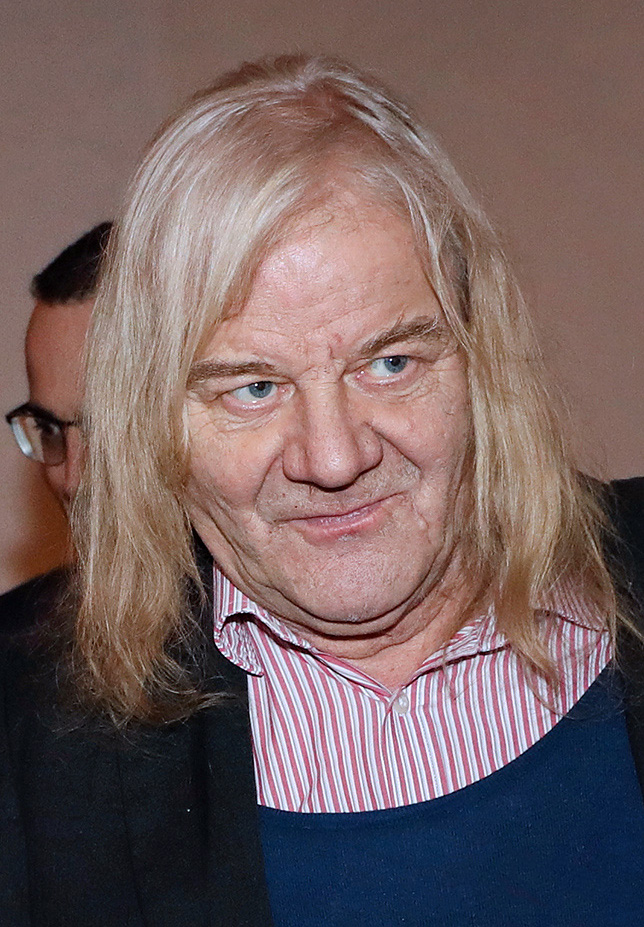
Elkuch (2023)

Herbert Elkuch (* 30. Dezember 1952) ist ein liechtensteinischer Politiker. Seit 2013 ist er Abgeordneter im liechtensteinischen Landtag.

## Biografie
Elkuch stammt aus Schellenberg. Er ist von Beruf Mechaniker und leitet in Eschen den von ihm 1992 gegründeten Betrieb Elkuch Mechanik. Im Februar 2013 wurde er erstmals für Die Unabhängigen (DU) in den Landtag des Fürstentums Liechtenstein gewählt. Als Abgeordneter ist er Mitglied in der Finanzkommission. Besondere Aufmerksamkeit im In- und Ausland erregte Elkuch nach seiner Wahl in den Landtag durch seine Vorliebe, Frauenkleider zu tragen. Im Februar 2017 erfolgte seine Wiederwahl in den Landtag.
Nachdem im August 2018 Erich Hasler nach Meinungsverschiedenheiten aus Den Unabhängigen ausgeschlossen wurde, traten Elkuch und Thomas Rehak infolgedessen ebenfalls aus der Partei aus. Die Unabhängigen schrumpften damit auf zwei Mandate im Landtag und verloren damit ihren Fraktionsstatus. Seit Anfang September 2018 bilden die drei Abgeordneten Hasler, Rehak und Elkuch eine eigene Fraktion im Landtag (Neue Fraktion), deren Fraktionssprecher Elkuch wurde. Des Weiteren erfolgte durch die drei am 21. September 2018 die Gründung der Partei Demokraten pro Liechtenstein (DpL). Elkuch wurde auf der Gründungsversammlung als Beisitzer in den Parteivorstand gewählt.
Bei der Landtagswahl im Februar 2021 konnte Elkuch, nun für seine neue Partei, sein Abgeordnetenmandat erneut verteidigen.
Elkuch ist Vater dreier Kinder und seit 2001 verwitwet.